# Las Vegas Wranglers
De Las Vegas Wranglers is een ijshockeyploeg uit Las Vegas, Nevada en komen uit in de ECHL. Ze spelen hun thuiswedstrijden in Orleans Arena. De Las Vegas Wranglers bestaan sinds 2003.

## Prijzen
- Brabham Cup - 2007
- Grote Divisie - 2007

## Play-off optreden
- 2007 - Seconde ronde (Idaho Steelheads)
- 2004 - Seconde ronde (Alaska Aces)
- 2003 - Play-offs niet gehaald
- 2002 - Erste ronde (Idaho Steelheads)